# Walking on the Milky Way
Walking on the Milky Way är en sång skriven av Andy McCluskey, Nigel Ipinson och Keith Small, och inspelad av OMD, som släppte singeln i augusti månad 1996. En månad senare utkom den även på albumet .

## Listplaceringar
| Lista (1996)   | Topplacering |
| -------------- | ------------ |
| Storbritannien | 17           |
| Sverige        | 49           |
| Tyskland       | 53           |
| Österrike      | 16           |

### Fotnoter
1. ↑  Listplacering, 1996, läst 5 februari 2014
2. ↑  Listplacering, läst 5 februari 2014
3. ↑  Listplacering, läst 5 februari 2014 Arkiverad 22 februari 2014 hämtat från the Wayback Machine.
4. ↑  Listplacering, läst 5 februari 2014